# SV Prussia-Samland Königsberg
SV Prussia-Samland Königsberg (celým názvem: Sportvereinigung Prussia-Samland Königsberg) byl německý fotbalový klub, který sídlil ve východopruské metropoli Königsberg (dnešní Kaliningrad v Kaliningradské oblasti). Klubové barvy byly černá, modrá a bílá.
Založen byl v roce 1904 pod názvem Sportzirkel Samland 1904 Königsberg. V počátcích své existence úspěšně soupeřil s městským rivalem VfB Königsberg o mistrovské tituly ve východopruských šampionátech. Po nástupu nacismu utlumily jeho činnost preferovanější vojenské kluby, např.: SV Hindenburg Allenstein nebo Yorck Boyen Insterburg. Zaniká v roce 1945 po sovětsko-polské anexi Pruska.
Své domácí zápasy odehrával na stadionu Steffeckstraße s kapacitou 6 000 diváků.

## Historické názvy
- 1904 – Sportzirkel Samland 1904 Königsberg
- 1908 – SV Prussia-Samland Königsberg (Sportvereinigung Prussia-Samland Königsberg)

## Získané trofeje
- Baltische Fußballmeisterschaft ( 5× )
  - 1909/10, 1912/13, 1913/14, 1930/31, 1932/33

## Umístění v jednotlivých sezonách
Stručný přehled
Zdroj: 
- 1933–1935: Gauliga Ostpreußen – sk. A
- 1935–1938: Gauliga Ostpreußen – sk. Königsberg
- 1938–1944: Gauliga Ostpreußen

Jednotlivé ročníky
Zdroj: 
Legenda: Z - zápasy, V - výhry, R - remízy, P - porážky, VG - vstřelené góly, OG - obdržené góly, +/- - rozdíl skóre, B - body, červené podbarvení - sestup, zelené podbarvení - postup, fialové podbarvení - reorganizace, změna skupiny či soutěže
| Velkoněmecká říše (1933 – 1944) |                                     |        |    |    |   |    |    |    |     |    |        |
| Sezóny                          | Liga                                | Úroveň | Z  | V  | R | P  | VG | OG | +/- | B  | Pozice |
| 1933/34                         | Gauliga Ostpreußen – sk. A          | 1      | 12 | 5  | 1 | 6  | 27 | 23 | +4  | 11 | 3.     |
| 1934/35                         | Gauliga Ostpreußen – sk. A          | 1      | 12 | 9  | 1 | 2  | 26 | 16 | +10 | 19 | 1.     |
| 1935/36                         | Gauliga Ostpreußen – sk. Königsberg | 1      | 12 | 10 | 1 | 1  | 46 | 21 | +25 | 21 | 1.     |
| 1936/37                         | Gauliga Ostpreußen – sk. Königsberg | 1      | 12 | 7  | 0 | 5  | 34 | 23 | +11 | 14 | 3.     |
| 1937/38                         | Gauliga Ostpreußen – sk. Königsberg | 1      | 12 | 10 | 0 | 2  | 49 | 21 | +28 | 20 | 1.     |
| 1938/39                         | Gauliga Ostpreußen                  | 1      | 18 | 6  | 2 | 10 | 31 | 39 | -8  | 14 | 8.     |
| 1939/40                         | Gauliga Ostpreußen                  | 1      | 2  | 1  | 1 | 0  | 4  | 3  | +1  | 3  | 6.     |
| 1940/41                         | Gauliga Ostpreußen                  | 1      | 12 | 6  | 1 | 5  | 21 | 29 | -8  | 13 | 4.     |
| 1941/42                         | Gauliga Ostpreußen                  | 1      | 10 | 6  | 1 | 3  | 21 | 22 | -1  | 13 | 3.     |
| 1942/43                         | Gauliga Ostpreußen                  | 1      | 12 | 7  | 1 | 4  | 41 | 29 | +12 | 15 | 2.     |
| 1943/44                         | Gauliga Ostpreußen                  | 1      | 12 | 3  | 1 | 8  | 21 | 50 | -29 | 7  | 6.     |

Poznámky:
- 1934/35: Prussia-Samland (vítěz sk. A) ve finále prohrálo s insterburským Yorck Boyenem (vítěz sk. B) celkovým poměrem 3:6 (1. zápas – 1:5, 2. zápas – 2:1).
- 1935/36: Prussia-Samland (vítěz sk. Königsberg) ve finále prohrálo s allensteinským Hindenburgem (vítěz sk. Allenstein) celkovým poměrem 2:9 (1. zápas – 0:2, 2. zápas – 2:7).